# Протиракетна оборона США

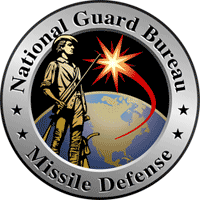
Емблема Управління протиракетної оборони Національної гвардії США

Система національної протиракетної оборони США (НПРО) (англ. National Missile Defense — NMD), це комплексна система виявлення, відстеження і перехоплення балістичних ракет різних класів, призначення якої — захист території США, а також їхніх союзників і передових військових баз, від ракетних ударів обмеженої потужності — таких, які потенційно могли б завдати так звані країни-ізгої, до яких у США відносять, зокрема, Російську Федерацію, КНДР, Іран і Сирію (раніше також Ірак і Лівію), а також КНР.
Система являє собою сукупність РЛС дальнього виявлення (раннього попередження), супутників стеження за запусками ракет, пускових установок і станцій наведення ракет-перехоплювачів наземного та морського базування, призначених для знищення бойових блоків балістичних ракет малого, середнього та міжконтинентального радіуса дії як у космічному просторі, так і в атмосфері на різних ділянках траєкторії.
Наприкінці 2006 — початку 2007 намір США розмістити елементи системи ПРО в Східній Європі, у безпосередній близькості від російської території, наштовхнулося на різку протидію з боку російського керівництва, що дало привід для думок про початок чергового витку гонки ракетно-ядерних озброєнь та холодної війни.

## Вступ
Майже стільки часу, скільки існували системи наступальної зброї, діяли також системи боротьби з зброєю. Протягом багатьох років однією з найнебезпечніших загроз для держави були балістичні ракети, враховуючи приголомшливу швидкість, з якою вони могли доправити одну з найнебезпечніших видів зброї у світі: ядерні боєголовки. Таким чином, деякі держави зосередили зусилля для створення системи оборони від такої зброї, відомої як захист від балістичних ракет. Однак під час холодної війни, коли Сполучені Штати та колишній Радянський Союз проводили досліди з протиракетною обороною, обидві сторони побоювалися, що такий захист може спровокувати неконтрольовані перегони з озброєнь.
Ці побоювання призвели до укладення Договору про протиракетну оборону (ПРО) 1972 року, який обмежив кожну сторону однією сотнею стратегічних перехоплювачів ПРО на окремому місці. Угода допомогла усталити відносини між двома ядерними наддержавами та заклала основу для подальших домовленостей щодо обмеження стратегічних наступальних сил. Однак скасування договору про ПРО 2002 року адміністрацією Джорджа Буша молодшого та розробка більш досконалих крилатих і гіперзвукових ракет призвели до зростання фінансування спроб захисту від ракет, і не лише від балістичних, а також і від ракет інших країн, а не просто Російської Федерації.
Станом на 2019 рік, тридцять одна країна мала балістичні ракети. З них лише 9 (Китайська Народна Республіка, Франція, Індія, Ізраїль, Корейська Народно-Демократична Республіка, Пакистан, Російська Федерація, Великобританія та США) мають або підозрюються у володінні ядерною зброєю. Ці 9 держав та на додачу Іран, виробили чи випробували у польоті ракети з дальністю понад 1000 кілометрів. КНР і РФ — єдині дві держави, які не є союзниками США і довели свою спроможність запускати з власної території балістичні ракети, здатні вразити континентальну частину Сполучених Штатів.
За даними незалежного випробувального центру міністерства оборони, наявні системи протиракетної оборони США «показали здатність» захищати територію США від невеликої кількості міжконтинентальних балістичних ракет (МБР), які використовують «прості заходи протидії». Випробувальний відділ оцінює, що засоби захисту для оборони союзників і військ США за кордоном, мають лише «обмежені можливості» протидії невеликій кількості балістичних ракет середньої дальності (БРСД) і балістичних ракет понад-середньої дальності (БРПСД). Спроможність захисту від балістичних ракет малої дальності, оцінюється як «задовільна». Крім системи точкової оборони Patriot, жодні системи з арсеналу ПРО США у бойових діях не використовувалися.
Керівники протиракетної оборони США все частіше висловлюють занепокоєння тим, що нинішній підхід США до національної та регіональної протиракетної оборони, є нестійким і що наявна ПРО має бути доповнена новими можливостями, щоби знизити вартість протиракетної оборони та йти рівнобіжно зі збільшуваними ракетними загрозами противника.
В даний час системи протиракетної оборони розробляються і призначені лише задля здійснення перехоплення на проміжній (середній) або кінцевій ділянках траєкторії ракети, попри те, що ракета найбільш повільна на відрізку розгону (початку). Огляд протиракетної оборони за 2019 рік та Конгрес закликали до подальшого вивчення можливостей «перехоплення під час здіймання», пропонуючи неоднозначну розробку перехоплювачів для космосу чи інших нових можливостей, таких як безпілотники або лазери.

## Історія
Вперше ідея створення системи протиракетної оборони США, була висунута 1945 року. Наприкінці 1940-х США почали розробку протиракетних систем, призначених для протидії радянським балістичним ракетам у рамках програми «Wizard». Перші американські протиракетні програми носили назви Nike-Zeus і Nike X. У 1960 році радар AN/FPS-49 (розробка Д. К. Бартона) системи попередження про ракетний напад був прийнятий на озброєння в США (Аляска) та Великій Британії (замінені лише через 40 років служби на більш нові радари).

### Програма «Вартовий» («Sentinel»)
1963 року, міністр оборони США Роберт Макнамара, оголосив про початок робіт з програми Вартовий (англ. Sentinel), яка повинна була забезпечити захист від ракетних ударів значній території континентальної частини США. Передбачалося, що система ПРО буде двохешелонною, та складатиметься з висотних, далеких перехоплювачів LIM-49A Spartan і протиракет ближнього перехоплення Sprint, пов'язаних з ними РЛС «PAR» і «MAR», а також обчислювальних систем. Пізніше американські військові та політичні керівники визнали наявність ряду труднощів, пов'язаних з цією системою:
- Розгортання навіть обмеженої кількості протиракет оборонних систем, може спричинити нанесення попереджувального ядерного удару з боку противника, до того як система ПРО може бути використана.
- Розгортання систем ПРО, швидше за все, призведе до ще однієї витратної гонки озброєнь у сфері оборонних систем, на додаток до наявних високих витрат.
- Відомі на той час технології, не дозволяли здійснити повний захист від ретельно підготовленого нападу.
- Обмежена захищена територія через порівняно невисоку дальність використовуваних протиракет.
- Використання ядерних боєголовок на протиракетах здатне погіршити можливості РЛС ПРО й таким чином, можливо, призведе до неефективної роботи системи після декількох перших перехоплень.
- Занепокоєння політиків та громадськості через можливості вибухів ядерних боєголовок протиракет над власною територією.
- Захист від МБР може поставити під загрозу концепцію ядерного стримування, створюючи, таким чином, дестабілізуючий вплив.

26 травня 1972 року, США та СРСР підписали Договір про обмеження систем ПРО (набув чинності 3 жовтня 1972 року). У відповідності з Договором, сторони зобов'язалися обмежити свої системи ПРО двома комплексами (радіусом не більше 150 км із кількістю пускових установок протиракет не більше 100): навколо столиці та в одному районі розташування шахт стратегічних ядерних ракет. Договір зобов'язував сторони не створювати й не розгортати системи або компоненти ПРО космічного, повітряного, морського чи рухливо-наземного базування.

### Програма СОІ

Емблема СОІ

23 березня 1983 року президент США Рональд Рейган заявив про початок науково-дослідних робіт, які ставили своєю метою вивчення додаткових заходів проти міжконтинентальних балістичних ракет (МБР). Здійснення цих заходів (розміщення перехоплювачів у космосі тощо) повинно було забезпечити захист усій території США від МБР.
У 1991 року президент Джордж Буш (старший) висунув нову концепцію програми модернізації ПРО («Всеосяжний захист від обмеженого удару»), яка передбачала перехоплення обмеженого числа ракет — тобто удару невеликої потужності. Зміна в доктрині була пов'язана з виявленими проблемами в розробці програми СОІ, зниженням міжнародної напруженості, та одночасно — збільшеним після розпаду СРСР ризиком поширення ракетно-ядерних технологій у світі.

### Національна ПРО
23 липня 1999 року президент США Білл Клінтон підписав схвалений раніше Конгресом законопроєкт про створення НПРО (Національної протиракетної оборони). Закон уповноважував міністерство оборони США розгорнути частини системи ПРО для захисту всієї території країни від балістичних ракет імовірного противника тоді, коли це буде «технічно можливо». Потреба розробки НПРО, на думку президента, була пов'язана зі «зростальною загрозою можливого створення та розміщення країнами-ізгоями ракет великої дальності, здатних нести зброю масового знищення проти США та їх союзників».
2 жовтня 1999 року США провели перше випробування прототипу НПРО, в ході якого над водами Тихого океану була збита балістична ракета «Мінітмен» з навчальною боєголовкою.
Інтерес до створення, на основі раніше проведених розробок у рамках програми Стратегічної оборонної ініціативи (Зоряні війни), оголошеної Рональдом Рейганом, посилився з приходом до влади президента Джорджа Буша (молодшого) у 2000 році.
У 2001 році Джордж Буш оголосив, що система ПРО буде захищати територію не лише США, але і їх союзників, і дружніх країн, не відкинувши розміщення на їх територіях частин системи. Серед перших у цьому списку опинилася Велика Британія, як найближчий союзник США. Низка країн Східної Європи, насамперед Польща, теж офіційно висловили бажання розмістити на власній території частини системи ПРО, в тому числі протиракети.
У червні 2002 року США офіційно вийшли з Договору 1972 року про обмеження систем протиракетної оборони.

## Структура системи НПРО

### Складові ПРО

#### Ground-Based Midcourse Defense
Основним компонентом системи національної ПРО США є наземний комплекс перехоплення балістичних ракет на середній ділянці траєкторії, відомий як Ground-Based Midcourse Defense (GBMD). Цей комплекс складається з системи РЛС раннього сповіщення і супроводу, що відстежують переміщення цілей у космічному просторі, та протиракет шахтного базування Ground-Based Interceptor (виводять на курс перехоплення заатмосферний кінетичний перехоплювач). Ураження цілей — балістичних ракет та їх боєголовок — здійснюється тараном по зустрічному курсу.
На даний момент, комплекс GBMD є єдиним компонентом НПРО, здатним до перехоплення міжконтинентальних балістичних ракет. Радіус дії комплексу де-факто обмежений тільки можливостями радарів космічного стеження, і з уведенням у дію мобільного радара морського базування комплекс придбав потенційну здатність уражати космічні об'єкти в будь-якій точці земної кулі. Зважаючи на наявні обмеження, комплекс у стані уражати тільки моноблочні балістичні ракети (плани створення кластерного перехоплювача для ураження роздільних головних частин були скасовані 2009 року).
Спочатку в складі комплексу було розгорнуто 14 ракет-перехоплювачів GBI на Алясці. Вважалося, що ракетний напад з цього напряму найбільш імовірний, так як КНДР вже володіє балістичними ракетами середнього радіусу дії, здатними (технічно) уразити територію Аляски та Алеутських островів. Надалі число ракет на Алясці було доведено до 24 і ще чотири ракети GBI були встановлені на базі Вандерберг у Каліфорнії.
Після успішних випробувань 2013 року, північнокорейської ракети-носія, стало очевидно, що КНДР володіє усіма потрібними технологіями для створення міжконтинентальних балістичних ракет, здатних уразити будь-яку частину території США. У підсумку, 2013 року, було прийнято рішення про збільшення числа протиракет, розгорнутих на Алясці та Каліфорнії, і про створення третього району базування протиракет GBI на Атлантичному узбережжі, здатного прикрити основні населені центри.

#### Aegis Ballistic Missile Defense System

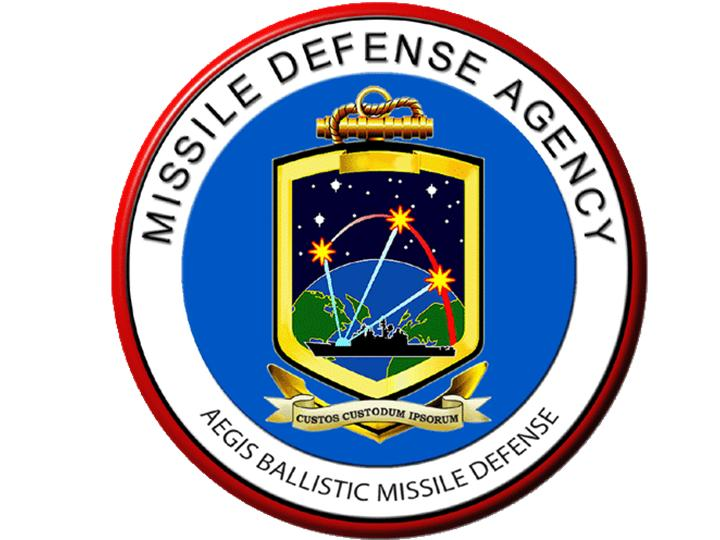
Емблема Aegis Ballistic Missile Defense System

Ще у 1990-х роках ВМФ США запропонував використовувати широкі можливості новітньої корабельної Бойової інформаційно-керувальної системи (БІКС) «Aegis», для забезпечення протиракетної оборони театру військових дій. Технічно, радари та комп'ютери комплексу «Іджіс» за своїми характеристиками цілком могли вирішувати таку задачу. В рамках програми Морський ПРО Театру військових дій (англ. Navy Area Theater Ballistic Missile Defense) опрацьовувалася можливість використання для перехоплення балістичних ракет малого і середнього радіусу дії, модифікованої зенітної ракети сімейства «Стандарт» RIM-156B. Низка випробувань у 1997—1998 роках показала працездатність цієї концепції, але у підсумку програма була перезапущена задля розширення можливостей.
Система ПРО «Іджіс» передбачає використання кораблів, оснащених БІКС «Іджіс», і спеціально спроєктованої протиракети SM-3 для ураження та знищення цілей у верхніх шарах атмосфери й космічному просторі. Система може уражати балістичні ракети малого та середнього радіусу дії, а також космічні об'єкти на зразок низькоорбітальних супутників. До основних переваг системи, належить її висока мобільність (кораблі, обладнані «Aegis», можуть бути перекинуті практично в будь-яку точку Світового океану) та широке використання вже наявних конструкторських рішень і технологій: так, протиракета SM-3 створена на базі попереднього сімейства ракет «Стандарт» і запускається зі звичайної універсальної вертикальної пускової шахти Mk-41.
Розгортання системи було розпочато у середині 2000-х. За даними журналу Jane's Defence Weekly, до кінця 2011 року ВМС США мали в цілому 24 кораблі, оснащених БІКС «Іджіс», у тому числі п'ять крейсерів класу «Ticonderoga», 19 есмінців класу «Arleigh Burke». Довгострокова кораблебудівна програма ВМС, яка буде реалізована в 2011—2041 фінансові роки, передбачає модернізацію під зазначену систему до 84 таких кораблів . Агентство ПРО і ВМС США планують оснастити системою «Іджіс» 22 крейсери та практично всі есмінці — 62 одиниці. Отже, згідно з оцінками, загальна кількість ракет-перехоплювачів SM-3 у ВМС США збільшиться із 111 одиниць у 2011 році до 436 одиниць у 2015 році й до 515 таких ракет 2020 року. Значну частину їх, становлять ракети-перехоплювачі SM-3 Block ІВ, кількість яких до 2015 року досягне 350 одиниць.
Станом на 2013 рік, більшість кораблів із БІКС «Іджіс» приписані до баз у зоні Тихого океану. У найближчі роки планується збалансувати нерівномірність протиракетних потенціалів «атлантичного» та «тихоокеанського» морських корабельних угруповань ПРО США, що сприятиме посиленню американського наземного протиракетного угруповання у Європі. Одночасно планується підвищити питому вагу морської системи серед протиракетних систем. До 2015 року кількість ракет-перехоплювачів на кораблях з БІКС «Іджіс» (436) складе понад 48 % від загальної кількості в 905 ракет-перехоплювачів, які з'являться на озброєнні США до цього терміну (без урахування ЗРК Patriot).
Також розглядається можливість створення наземної версії комплексу для забезпечення ПРО Європи та американських союзників у Азії.

#### Terminal High Altitude Area Defense
Мобільний комплекс THAAD призначений для передового прикриття військових баз і стратегічних об'єктів від заходячих в атмосферу боєголовок балістичних ракет малого та середнього радіусу дії. Можливості комплексу не дозволяють йому уражати цілі в космічному просторі.
Основним призначенням комплексу є прикриття стратегічних військових баз, аеродромів, подібних об'єктів стратегічного тилу від ракетних ударів противника з використанням тактичних ракет і балістичних ракет малого та середнього радіусу дії. Для ураження цілі використовується кінетичний перехоплювач, що дозволяє збити бойовий блок балістичної ракети на дальності до 200 км при висоті ураження до 150 км. Ряд елементів комплексу THAAD аналогічний використовуваним у морському комплексі ПРО «Іджіс».
У 2008 році перша батарея з 24 ракет THAAD була розгорнута на Гавайських островах для захисту архіпелагу від можливого удару північнокорейських балістичних ракет середнього радіусу дії. У 2013 році був анонсований план розгортання THAAD на Гуамі. На даний час два полки (2-й і 4-й) протиповітряної оборони армії США укомплектовані ракетами THAAD на рівні окремої батареї у кожному. Інтерес до придбання ракет висловили ОАЕ та Оман, які хотіли б створити надійний захист від іранських балістичних ракет.

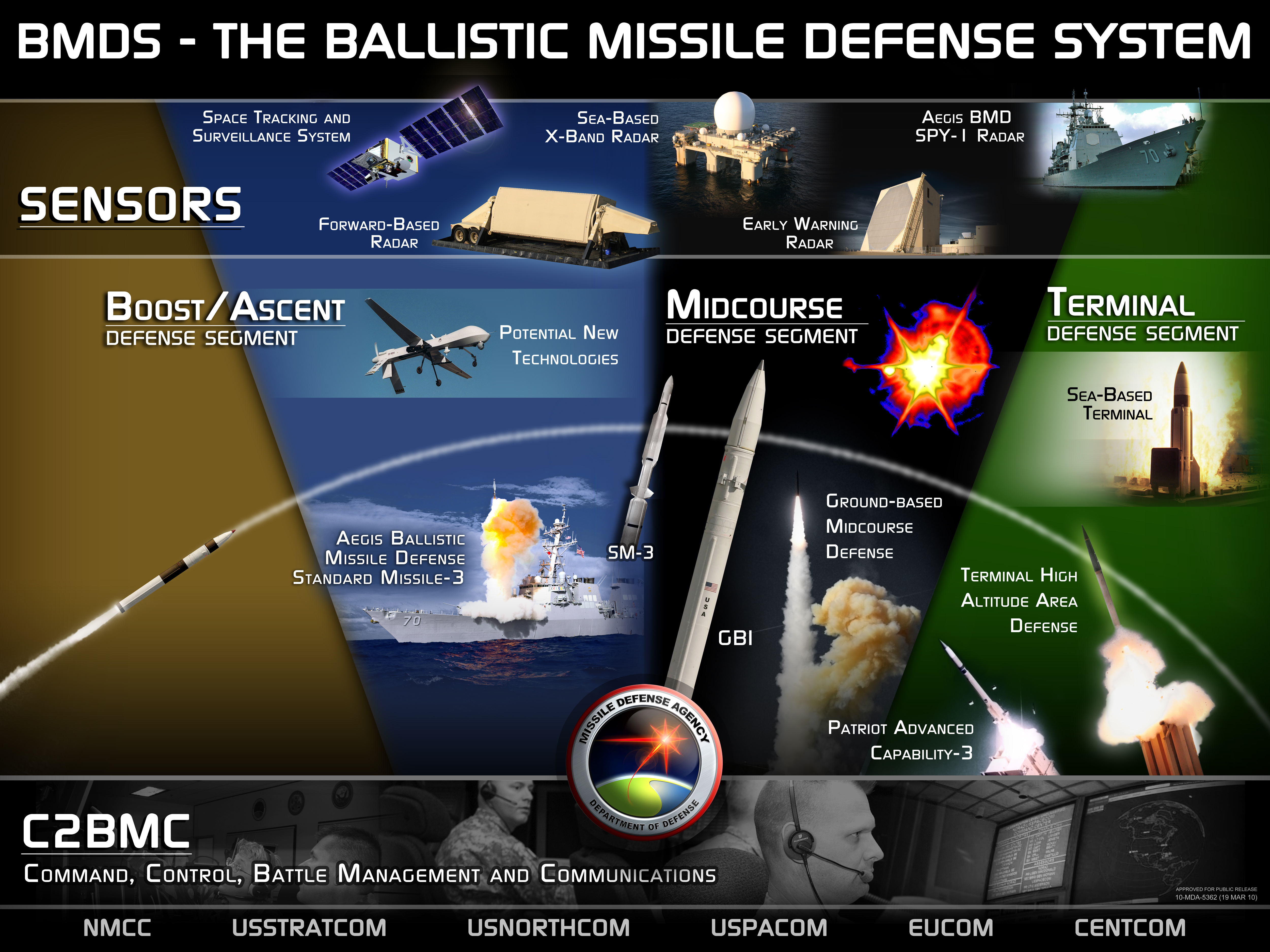
Подання елементів ПРО США 2010 року

#### PAC-3 «Patriot»
Армійський зенітно-ракетний комплекс MIM-104 «Patriot» спочатку розглядався як засіб створення тактичної протиракетної оборони від балістичних ракет малого радіусу дії. У 1991 році комплекс застосовувався для відбиття іракських ракетних ударів, і хоча точність системи виявилася цілком достатньою, руйнівна дія осколкових бойових частин була визнана незадовільною для ураження головних частин ракет «Ель-Хусейн» та їх аналогів.
Щоб компенсувати цей недолік, у 1990-х роках була створена модифікація комплексу під позначенням PAC (англ. Patriot Advanced Capabilites, буквально «Петріот з розширеними можливостями»). До складу комплексу увійшла нова малогабаритна протиракета ERINT з кінетичним ураженням цілі, призначена спеціально для знищення балістичних ракет. На даний час усі комплекси «Patriot» PAC-3 комплектуються як зенітними ракетами MIM-104 (для ураження аеродинамічних цілей), так і наполовину — протиракетами ERINT (для знищення балістичних ракет малого радіусу дії). Це дозволило оснастити елементами ПРО бойові частини сухопутних військ і прифронтові об'єкти.

#### Супутникове угруповання
Космічну систему раннього виявлення пусків балістичних ракет SBIRS передбачається реалізувати в двохешелонному варіанті. Роботи по створенню почалися у середині 1990-х, спочатку завершення планувалося на 2010 рік.
Також заявлялося про необхідність виведення до 2010 року на низьку навколоземну орбіту 24 супутників STSS, а на геостаціонарну орбіту — 5 апаратів SBIRS, у завдання яких буде входити виявлення запусків балістичних ракет.
До введення у дію нової системи планується використовувати СПРН SEWS (Satellite Early Warning System), що складається з п'яти супутників DSP (Defense Support Program) на геосинхронних орбітах. Наявна система дозволяє реєструвати пуски ракет через 40-50 секунд після старту та визначати траєкторію польоту на активній ділянці.

### Випробування бойового лазера повітряного базування
— на даний момент програма закрита.

## Розгортання системи

Емблема Агентства протиракетної оборони США

У серпні 2003 року було прийнято рішення розконсервувати закриту в 1996 році військово-морську базу на острові Адак Алеутської гряди для підтримки ключового елемента створюваної системи ПРО — плавучої РЛС. Потужна РЛС встановлена на модернізованій нафтовій платформі, здатній пересуватися із швидкістю до 4 вузлів. 2 січня 2007 року почалося буксування з ВМБ Перл-Гарбор у район Алеутських островів найбільшої у світі американської плавучої РЛС системи ПРО з фазованною антенною решіткою.
29 вересня 2004 року було оголошено про встановлення перших п'яти ракет-перехоплювачів системи ПРО США в пускові шахти на базі Форт-Грілі (Аляска, 63°57′14″ пн. ш. 145°44′6″ зх. д. / 63.95389° пн. ш. 145.73500° зх. д.) у рамках першого етапу розгортання системи ПРО.
На початку жовтня 2004 року США, заявляючи про своє занепокоєння у зв'язку з появою у Ірану ракет середнього радіусу дії, здатних вражати цілі на відстані 2 тис. км., прийняли рішення прискорити розгортання системи ПРО в США та провели консультації з європейськими союзниками про розміщення ракет-перехоплювачів у Європі та включення їх у зону дії американської ПРО.
17 жовтня 2004 року британська газета Independent повідомила, що президент Джордж Буш отримав «таємну принципову згоду» прем'єр-міністра Великої Британії Тоні Блера на розміщення у Великій Британії американських протиракет. Раніше вважалося, що британська участь у системі ПРО повинна була звестися лише до розміщення на базі Файлінгдейлс (Північний Йоркшир) РЛС попередження про ракетний напад.
Згідно з даними, представленими в кінці лютого 2007 року директором Агентства протиракетної оборони США генерал-лейтенантом Генрі Оберінгом, система ПРО США на той момент вже включала в себе об'єкти, розташовані в Північній Америці, Західній Європі та на Далекому Сході:
- 4 РЛС раннього попередження: Cobra Dane (о. Шемія, Алеутські острови); Beale (Каліфорнія); Fylingdales (Велика Британія); Thule (Гренландія, Данія);
- РЛС морського базування SBX, дислоковану в Тихому океані, в районі Аляски;
- РЛС передового базування FBX-T на острові Хонсю (Японія);
- 16 протиракет наземного базування, з них 13 — у Форт-Грілі (Аляска) та 2 — на авіабазі Ванденберг (Каліфорнія);
- 16 крейсерів і есмінців системи Іджіс, оснащених у загальній складності 18 протиракетами SM-3 і дислокованих у Тихому океані та Середземному морі;
- протиракетні комплекси Петріот (PAC-3).

До кінця 2011 року ВМС США мали в загальній складності вже 24 крейсери та есмінці, оснащені БІКС «Іджіс». Загальна кількість ракет-перехоплювачів SM-3 у ВМС США становила 111 одиниць.
15 березня 2013 року міністр оборони США Чак Гейгель заявив, що у 2017 році США розмістять на базі Форт-Грілі (Аляска) ще 14 наземних ракет-перехоплювачів у додаток до тих 26-ти протиракет шахтного базування, що вже перебувають на бойовому чергуванні. Окрім того, за словами міністра оборони, США мають намір розмістити в Японії другу радіолокаційну станцію, що працює у сантиметровому діапазоні. Мобільний радар стане важливим компонентом не тільки системи захисту американської території, але і регіональної системи ПРО в Азії, яку США створюють разом з Японією і Південною Кореєю.
Також, на вимогу Конгресу, Пентагон починає дослідження можливості будівництва в США ще однієї бази для ракет-перехоплювачів наземного базування.
Плани розгортання системи GBMD у Польщі в 2009 році були скасовані та замінені планами розгортання наземної версії системи ПРО Іджіс.
В травні 2016 року в польському селищі Редзіково було розпочате будівництво комплексної системи протиракетної оборони. За планами база почне діяти вже в 2018 році. Базу будуть обслуговувати щонайбільше 300 піхотинців і цивільних осіб. Найважливіші елементи системи, тобто радар і пускову установку SM-3, повинна забезпечити компанія AMEC Programs Inc., розташована в штаті Джорджія (США).

### Перспективи
На даний час передбачається продовження розгортання системи НПРО США. У подальших планах на період до 2025 року:
- Створення третього району ПРО континентальної території США, що прикриє промислові центри Атлантичного узбережжя;
- Доведення загального числа протиракет системи GBMD на території США до 56 (28 на Алясці, 14 у Каліфорнії і 14 на Атлантичному узбережжі); в подальшому, до 100 протиракет.
- Розгортання стаціонарних версій комплексу Іджіс з протиракетами SM-3 у Європі для прикриття території європейських союзників США.
- Збільшення числа кораблів з протиракетною версією системи Іджіс до 32 одиниць.
- Інтеграція системи ПРО на базі Іджіс у японському флоті.
- Розробка перспективних засобів ураження авіаційного базування.

## Участь і реакція інших країн
Як повідомлялося в доповіді помічника міністра оборони США зі стратегічного планування Брайана Гріна в сенаті США, опублікованій 12 квітня 2007 року, на той період існувало 15 держав, які «брали участь у тих чи інших зусиллях щодо протиракетної оборони США, вже розміщуючи на своїй території ключові об'єкти системи або активно обговорюючи таку можливість». До них відносилися Австралія, Велика Британія, Німеччина, Данія, Ізраїль, Індія, Іспанія, Італія, Нідерланди, Польща, Тайвань, Франція, Чехія і Японія.
- Британський прем'єр-міністр Тоні Блер у жовтні 2004 року дав згоду на модернізацію американської РЛС системи раннього попередження у Файлінгдейлс (Північний Йоркшир) і розміщення тут ракет-перехоплювачів. Це був перший крок по розміщенню елементів НПРО за межами американського континенту.
- Японія бере участь у виробництві й закупівлі протиракет типу Aegis, Patriot і SM-3 (рішення сприяти американській системі ПРО та розмістити на своїй території елементи цієї системи — РЛС передового базування — було прийнято після того, як у 1998 році КНДР запустила ракету «Теп Хо Дон» (дальність 2000 км), що перелетіла територію Японії і впала в Тихий океан). У липні 2007 міністерство оборони Японії заявило про намір створити свою власну систему ПРО для захисту від можливої ракетної загрози з боку КНДР і КНР. Японія, США та Австралія, уклали в березні 2007 року військовий союз та ведуть тристоронні консультації про створення спільної системи ПРО в басейні Тихого океану.
- Ізраїль спільно з США та при американському фінансуванні в рамках програми «Стратегічної оборонної ініціативи» створив протиракетний комплекс «Arrow», призначений для ураження тактичних і оперативно-тактичних ракет на дальності до 100 км і висоті до 50-60 км, а згодом спільно з концерном Boeing здійснив її модернізацію («Arrow-2») і розробку протиракети «Arrow-3», призначеної для перехоплення балістичних ракет із дальністю від 400 до 2000 км. У перспективі «Arrow-3» розглядається як четвертий компонент (tier) в багатошаровій системі ПРО Ізраїлю. Крім неї, до складу перспективної ПРО також увійдуть комплекси «Залізний купол», «Arrow-2» та «Шарві́т ксамі́м»[16].
- Канада веде переговори з США про надання протиракетних функцій командуванню NORAD, відповідальному за протиповітряну оборону США та Канади.
- Данія у 2004 підписала договір про модернізацію американської РЛС системи раннього сповіщення у Тулі (Гренландія).

### Східна Європа
- Польща, Чехія і Угорщина виявили готовність розмістити у себе робочі протиракетні комплекси. У травні-серпні 2006 року група експертів МО США відвідали ці країни для визначення місця розташування протиракетних об'єктів. У Чехії розглядалися три варіанти: Болетіце (поблизу Чеського Крумлова на півдні), Йінце (поруч з містом Пршибрам у 90 км на південний захід від Праги) та Лібава (неподалік від міста Оломоуц на заході). Загальні витрати з будівництва ракетної бази США в одній з країн Центральної Європи, за даними газети The Washington Post, складуть від $1,2 млрд до $1,6 млрд. Розглядалося кілька варіантів розміщення бази — наземний і підземний, в одній країні чи у кількох сусідніх, з розподілом між ними ракетних комплексів, РЛС та іншої інфраструктури.
- Під час вересневого (2006) візиту до США прем'єр-міністра Польщі Ярослава Качиньського була досягнута домовленість про розміщення на території Польщі десяти ракет-перехоплювачів у захищених підземних шахтах до 2011—2012 років. Дальність дії протиракет GBI становить 1 тис. км. Як бойова частина протиракета оснащена заатмосферним перехоплювачем, який на великій швидкості стикається з ракетою-ціллю, руйнуючи її. Можливе оснащення ракет ядерною бойовою частиною, яка наразі знаходиться у стадії тестування. У такому варіанті бойового оснащення, ракетний комплекс може використовуватися для нанесення блискавичних точкових ударів по захищеним наземним і підземним об'єктам. За розрахунками розробників, для гарантованого ураження однієї моноблочної балістичної ракети потрібно чотири протиракети, оснащених заатмосферним перехоплювачем, а в разі застосування помилкових цілей — до двадцяти.
- 20 січня 2007 року прем'єр-міністр Чехії Мірек Тополанек повідомив про надходження пропозиції розміщення на території Чехії радіолокаційної станції США, що входить у глобальну систему та використовується для наведення протиракет GBI, — багатофункціональний радіолокатор Raytheon XBR (X-Band Radar).
- 19 лютого 2007 року прем'єр-міністр Польщі Ярослав Качинський і прем'єр-міністр Чехії Мірек Тополанек на спільній прес-конференції у Варшаві дали зрозуміти, що їх країни готові погодитися з пропозицією США. Польща та Чехія домовились зайняти узгоджену позицію на переговорах із США за умовами розміщення баз. У відповідь командувач РВСП Росії генерал-полковник Микола Соловцов заявив на прес-конференції, що російські ракети можуть бути націлені на об'єкти ПРО США в Польщі та Чехії. Він також заявив, що Росія готова відновити виробництво балістичних ракет середньої дальності: «Як клас БРСД були знищені, а документація вся залишилася, технологія вся залишилася. У найкоротший час, якщо знадобиться, виробництво цих комплексів буде відновлено. Але вже з новими технологіями, на новій елементній базі, з новою системою управління, з новими можливостями».
- Ця заява була, однак, сприйнята в Польщі та Чехії як спроба шантажу та відновлення російського впливу в цьому регіоні. Розміщення американських ракет і РЛС стало темою № 1 польських і чеських ЗМІ, при цьому більшість тутешніх політиків підтримало американський проєкт. Так, польський прем'єр-міністр Ярослав Качинський заявив, що розміщення у Польщі американської бази дасть їй гарантію того, що Польща не повернеться у сферу впливу Росії: «Мова йде про статус Польщі».
- У червні 2007 року на саміті НАТО в Брюсселі була висловлена підтримка створення загальноєвропейської системи ПРО, ключовим елементом якої стануть об'єкти в Польщі та Чехії.
- На початку липня Рада безпеки Чехії ухвалила рішення виділити під будівництво радара ПРО США землю на військовому полігоні Брди в околицях села Мішов Пльзеньського краю, приблизно в 90 км на південний захід від Праги.
- 25 липня представник Агентства протиракетної оборони Пентагону Рік Ленер оголосив, що аерокосмічна корпорація Boeing обрана міністерством оборони США як підрядник щодо створення системи ПРО в Чехії та Польщі. Їй належить транспортувати до Чехії вже наявну РЛС з Маршаллових островів і побудувати 10 ракет-перехоплювачів для установки в Польщі.
- 5 листопада в своєму зверненні до Федеральних Зборів президент РФ Дмитро Медведєв заявив, що у відповідь на розміщення ПРО в Східній Європі, в Калінінградській області будуть розміщені ракетні комплекси Іскандер. Так само проти радара будуть використовуватися засоби радіоелектронного придушення.
- 5 лютого 2010 року Російська Федерація висловила стурбованість щодо розміщення ПРО в Румунії.

### Україна
- 1 лютого 2007 року міністр оборони України Анатолій Гриценко заявив, що українська сторона не веде переговорів із приводу розміщення на своїй території об'єктів ПРО США.
- 20 лютого 2007 року тодішній прем'єр-міністр України Віктор Янукович заявив, що можливе розміщення складових системи ПРО в Польщі та Чехії, ставить Україну у «скрутне становище». За його словами, уряд країни вивчає можливий ступінь загрози, який може становити присутність американської ПРО біля кордонів України. Згодом Янукович в інтерв'ю німецькій газеті Handelsblatt піддав критиці плани розміщення складових системи ПРО у Східній Європі: «Такі рішення можна ухвалювати лише після широкої європейської дискусії й перемовин між Західною та Східною Європою, зокрема, й обговорення з Україною і Російською Федерацією».
- 13 березня 2007 року до України прибув директор агентства протиракетної оборони США генерал-лейтенант Генрі Оберінг, який запевнив, що США не планують розгортати елементи ПРО в Україні.

### Закавказзя
1 березня 2007 року директор Агентства протиракетної оборони США генерал-лейтенант Генрі Оберінг, виступаючи в штаб-квартирі НАТО, повідомив, що США мають намір до 2011 року розмістити на Кавказі мобільний радар системи ПРО, який буде виявляти пуски ракет із території Ірану, а потім передавати дані на стаціонарну РЛС у Чехії. У січні 2012 року на південному сході Туреччини, в провінції Малатья, запущений радар протиракетної оборони НАТО. Радіолокаційна станція раннього сповіщення про ракетний напад, що входить у систему протиракетної оборони НАТО в Європі, розпочала роботу на базі 2-ї польової армії та оперативно-тактичної бази турецьких ВПС. Меморандум про розміщення на турецькій території радара НАТО був підписаний у Анкарі у вересні 2011 року. Місце дислокації було обране з точки зору зручності огляду території Туреччини з військових кораблів США в Середземному морі.

### Сучасне становище
На даний час:
- Велика Британія — постачає складні деталі для ПРО США (а також не відкидає можливості розміщення ПРО США на її території)
- Ірландія — постачає складні деталі для ПРО США (підтримує розгортання ПРО США в Європі та Японії)
- Німеччина та Франція — постачають складну комунікацію для ПРО США (також допускається можливість розміщення ПРО США на території Франції і Німеччини)
- Польща — будує власну систему ПРО[18]
- Естонія, Литва, Чехія — ведуться переговори щодо розміщення ПРО США
- Данія — постачає деталі для ПРО США (Данія також допускає, що на її території з'явиться ПРО США)
- Фінляндія і Швеція — постачають деталі для ПРО США (також ведуться переговори про розміщення РЛС)
- Південна Корея — постачає складні та наукомісткі мікросхеми для ПРО США. Корея також не відкидає, що ПРО США з'явиться і на Корейському півострові.
- Сінгапур і Малайзія — ведуться переговори щодо розміщення ПРО США
- Канада — веде переговори з США щодо розміщення ПРО США та інтегрування ПРО Канади в систему ПРО США.
- Японія — постачають саму складну деталь для ПРО США; також незабаром будуть розміщені ПРО США з ядерними установками в Японії (Хоккайдо)
- Мексика — ведуться переговори щодо вступ Мексики в систему ПРО США
- Монголія — ведуться переговори щодо розміщення ПРО США
- Азербайджан — ведуться переговори про розміщення ПРО США
- Румунія — поставляє металеві деталі для ПРО США (також ведуться переговори про розміщення ПРО США в Румунії)
- Грузія — ведуться переговори щодо розміщення ПРО США в Грузії
- Австралія — будується РЛС США з інтегрованою системою «ПРО США-Нова Зеландія-Сінгапур-Японія»
- Словаччина — ведуться переговори про будівництво ПРО США
- Італія — постачає ОС для ПРО США (також допускає будівництво ПРО США в Італії)
- Норвегія — постачає деталі й ОС для ПРО США
- В'єтнам — плануються переговори щодо розміщення ПРО США
- Ізраїль — залучений до програми осучаснення протиракет Arrow (28 липня 2004 вже були проведені успішні випробування модифікованої системи ППО Arrow II, створеної за сприяння США)
- Індія — ведуться переговори щодо розміщення ПРО США
- Іспанія — ведуться переговори стосовно розміщення ПРО США
- Тайвань — ведуться перемовини щодо розміщення ПРО США
- Нідерланди — ведуться переговори щодо розміщення ПРО США

Усі країни-учасники системи ПРО США повинні були бути готовими 2015 року.
Також цілком або частково підтримують намір розгортання системи ПРО США, крім вищеназваних країн, Латвія, Казахстан, Киргизстан, Узбекистан, Вірменія, Туреччина, Туркменістан, Саудівська Аравія, ПАР. У цих країнах ведуться перемовини про розміщення баз ВПС США. У перелічених країнах помічена також незвичайна активність, наприклад, спішна інтеграція ВПС ПАР і ВПС США.